# Grammoxyla
Grammoxyla is een kevergeslacht uit de familie van de boktorren (Cerambycidae). De wetenschappelijke naam van het geslacht werd voor het eerst geldig gepubliceerd in 1911 door Aurivillius.

## Soorten
Grammoxyla is monotypisch en omvat slechts de volgende soort:
- Grammoxyla hieroglyphica (Redtenbacher, 1868)